# Paamiuts kommun
Paamiuts kommun var en kommun på Grönland fram till 1 januari 2009. Från detta datum ingår Paamiut i den nya storkommunen Sermersooq. Paamiut låg i amtet Kitaa. Huvudort var Paamiut och inom kommunen låg även byn Arsuk.